# 봉황자리 은하단
봉황자리 은하단(영어: Phoenix Cluster, SPT-CL J2344-4243)은 남반구의 봉황자리 방향에 위치한 무거운 1형 은하단이다.

## 질량
봉황자리 은하단은 질량이 대략 2×1015 M☉으로 발견된 은하단 중에서 가장 무거운 것 중 하나이다. 그러한 은하단 중 또 다른 은하단으로는 같은 봉황자리 방향에 있고 약간 더 무거운 엘 고르도가 있다.

## 질량 분포
봉황자리 은하단의 질량의 대부분은 암흑물질과 은하단내부매질의 형태로 있다. 은하단 중심의 타원형 cD 은하(BCG)는 대규모 폭발적 항성 형성을 겪고 있는다.

## 별 형성률
큰 적색편이를 보이는(멀리 있는) 다른 은하들이 더 높은 별 형성률을 갖긴 해도(베이비 붐 은하 참조) 은하단 내에서는 가장 큰 것이다. 갈렉스 및 허셜 우주 망원경을 포함한 여러 망원경을 통한 관측은 연간 740 M☉에 해당하는 양의 물질로 별을 형성하고 있음을 보여준다. 이는 페르세우스자리 은하단의 중심 은하로 연간 약 40 태양질량의 물질로 별을 형성하는 NGC 1275 A에 비해 20 배나 큰 것이다. 참고로 우리 은하는 별 형성률이 연간 1개 정도이다.

## 지름
BCG의 별 형성률 외에 은하의 크기 또한 주목할 만하다. 봉황자리 은하단 BCG의 거대한 항성 헤일로는 중심으로부터 110만 광년 이상 뻗어있는데, 이는 발견된 은하 중 거대한 것 중 하나로, 무려 우리 은하의 지름의 22 배에 해당하는 것이다. 또 은하의 폭발적 항성 생성 활동은 그 크기를 더욱 크게 만들고 있음을 시사한다. 이는 우리가 우주에서 가장 거대하고 무거운 은하의 진화를 이 BCG로부터 보고 있는 것과 같다.

## 엑스선 방출
봉황자리 은하단은 다른 무거운 은하단에 비해 더 강한 X-선을 방출하고 있기도 하다. 은하단의 BCG는 다량의 뜨거운 가스를 포함하고 있는데, 그 양은 은하단 내의 다른 은하들에 있는 것들을 모두 합한 것보다 더 많다. 관측 데이터는 뜨거운 가스가 중심 영역에서 냉각되고 있음을 나타내는데, 그 수준은 연간 3,820 태양질량으로 여태껏 기록된 것 중 가장 큰 것이다.

## 중심부
봉황자리 은하단 BCG에는 다른 은하의 것과 마찬 가지로 중심의 초대질량 블랙홀에 의해 작동하는 활동은하핵이 자리 잡고 있다. 그러나 중심 블랙홀은 대량의 물질을 먹어 치워 연간 60 M☉의 속도로 성장하고 있다.

## 중심 블랙홀의 질량
중심 블랙홀은 대략 200억 M☉의 질량을 가진 것으로 추정된다. 이는 우주에서 발견된 것 중 가장 무거운 블랙홀 중 하나로, 우리 은하의 중심 블랙홀보다 5,000 배 무거우며, 왜소 은하 두 개와 맞먹는 질량이다.

## 중심 블랙홀의 지름
블랙홀의 사건의 지평선 직경은 약 1,180억 km로 태양에서 명왕성까지 거리의 19배에 해당한다.

## 발견 방법
봉황자리 은하단은 처음에 수냐에프-젤도비치 효과를 이용한 사우스폴 망원경의 합동 연구를 통해 발견되었다.

## 같이 보기
- 봉황자리
- 은하단
- 블랙홀
- 봉황자리 A